# 沼澤重牙鯛
沼澤重牙鯛為輻鰭魚綱鱸形目鱸亞目鯛科的其中一種，分布於東南大西洋的聖赫勒拿島海域，棲息深度5-15公尺，體長可達31公分，棲息在岩石底質海域，成小群活動。